# Monumento a Artigas
El Monumento a Artigas es un monumento dedicado al prócer uruguayo José Gervasio Artigas. Se encuentra en el centro de la Plaza Independencia de Montevideo. El mismo fue inaugurado el 28 de febrero de 1923, consta de una estatua ecuestre y en su subsuelo el mausoleo donde reposan los restos de Artigas.

## Características

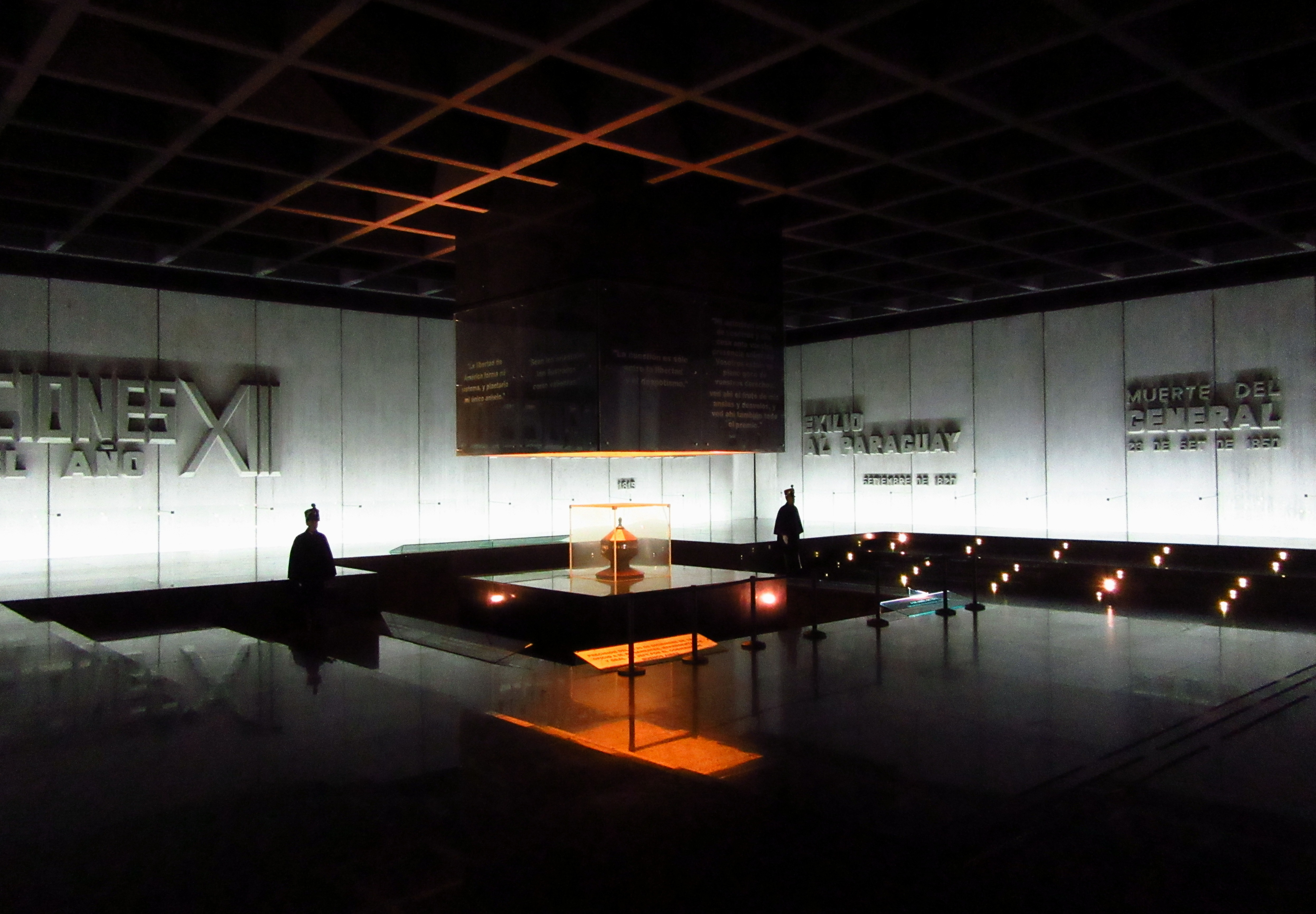
Interior del mausoleo con los restos de Artigas.

El monumento consta de un zócalo escalonado con un basamento de granito pulido de color gris, el cual está rodeado por un friso de bronce de casi dos metros de alto que representa al pueblo en el Éxodo Oriental y que simbólicamente sostiene en lo alto la figura ecuestre de Artigas, vestido con un poncho, sosteniendo las riendas de su caballo con la mano izquierda y las Instrucciones del Año XIII con la mano derecha. 
La escultura está hecha en bronce, fue fundida en Italia y trasladada a Uruguay en donde fue ensamblada. Entre el basamento y la escultura alcanzan los 17 metros de altura. 
En septiembre de 1974 se dispuso la creación de un mausoleo subterráneo para albergar los restos de José Gervasio Artigas, que fueron retirados del Panteón Nacional del Cementerio Central en 1972 y trasladados a la Plaza en junio 19 de junio de 1977. El mausoleo fue sometido a una remodelación entre 2010 y 2012.

## Historia

### Primer concurso
El impulso inicial a la construcción de la escultura puede encontrarse durante el gobierno de Máximo Santos. En 1882 se aprobó una ley presentada por varios legisladores la cual promovía la construcción de un monumento en homenaje a Artigas. Debido a su condición de nexo entre la antigua y la nueva ciudad, la Plaza Independencia fue el lugar seleccionado para ubicar la estatua.
El 25 de agosto de 1884 se colocó su piedra fundamental y al año siguiente se llevó a cabo un concurso de bocetos para artistas nacionales y extranjeros a fin de seleccionar un modelo de escultura. El escultor Federico Soneira Villademoros resultó ganador de dicho concurso, aunque el proyecto nunca se concretó.
Adelantándose a la construcción de dicho monumento, Juan Manuel Blanes pintó un óleo en que figuran distintas figuras políticas y militares al fondo de los cuales aparece una estatua de Artigas, la cual reproducía el boceto ganador de Soneira. La maqueta presentada por Soneira se expone actualmente en el museo de García Uriburu en Punta del Este.

### Segundo concurso
El proyecto del monumento no avanzó hasta 20 años después, durante el primer gobierno de José Batlle y Ordóñez en la cual su construcción recibió un nuevo impulso. Por un lado se aprobó una ley que indicaba el traslado del monumento a Joaquín Suárez hacia una plazoleta ubicada en el sitio conocido como Mirador Suárez. Dicho monumento permaneció en la Plaza Independencia desde 1896 hasta 1906.
Por otra parte, en mayo de 1907 se promulgó un decreto que establecía una nueva convocatoria a concurso para elegir un modelo de escultura que se ajustara a los cánones fijados por Juan Zorrilla de San Martín en una memoria histórica -cuya creación fue encargada por ese mismo decreto- sobre el prócer. 

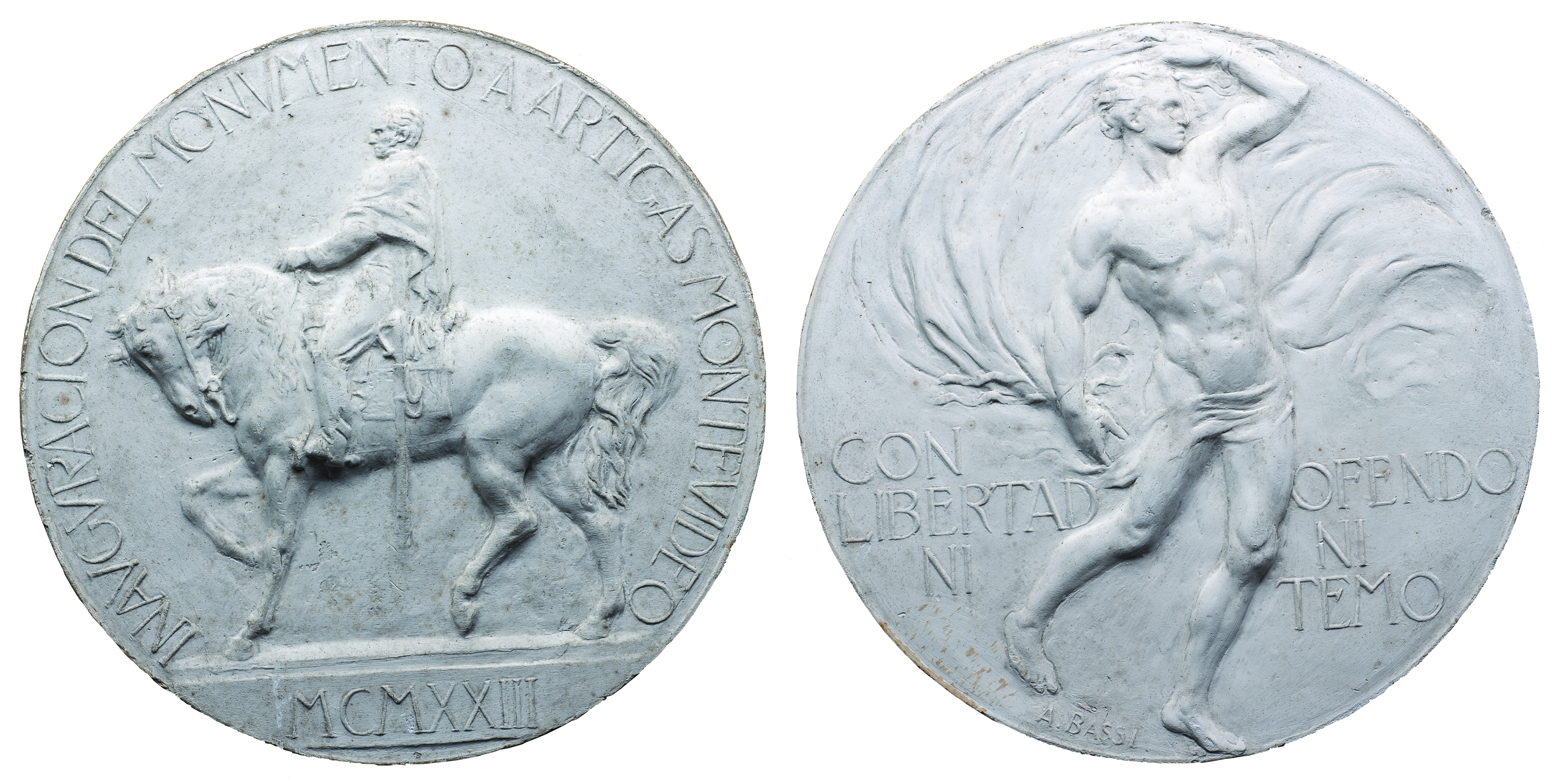
Modelo en yeso creado por el escultor italiano Arístides Bassi para la acuñación de las monedas conmemorativas emitidas para la inauguración del Monumento.

Dicha obra fue publicada finalmente en 1910 con el título "La epopeya de Artigas" (ed. Barreiro y Ramos) y estuvo integrada con información sobre su personalidad e historia, datos documentados y gráficos existentes sobre su gesta histórica.
En este concurso se presentaron casi medio centenar de bocetos, entre los cuales se encontraron las propuestas de escultores nacionales como José Belloni y Juan Manuel Ferrari y extranjeros como Angelo Zanelli y Gustav Eberlein.
La comisión encargada de evaluar los proyectos seleccionó las propuestas de Ferrari y Zanelli como finalistas en 1913, siendo este último quien resultó el ganador del concurso.
En el lugar definido para el monumento se ubicó la fuente luminosa "Los Ríos" -también denominada "Cordier" en referencia a su autor, el escultor francés Luis E. Cordier inaugurada el 25 de agosto de 1916, la cual fue trasladada en 1922 a su ubicación actual, frente al Hotel del Prado.

### Inauguración

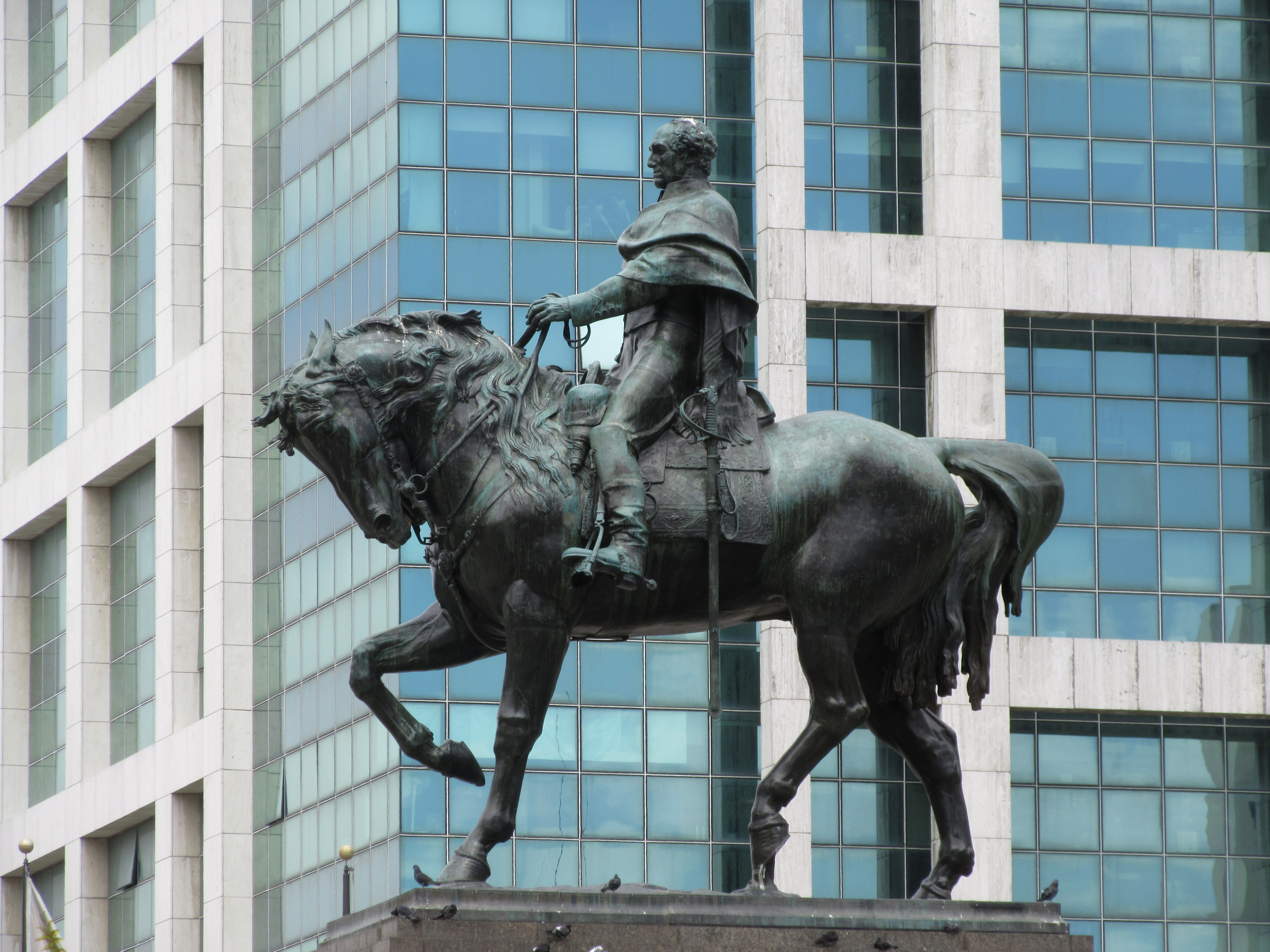
Estatua ecuestre de Artigas diseñada por el escultor Angelo Zanelli.

El monumento se inauguró en la Plaza Independencia el 28 de febrero de 1923, en los últimos días de la presidencia de Baltasar Brum.  
De acuerdo a los relatos de prensa, asistieron al acto inaugural más de cien mil personas a la que siguió una alocución a cargo del Ministro de Obras Públicas, Santiago Calcagno y de Zorrilla de San Martín. 

"Hemos hecho, señores, por fin, nuestra labor; llenado la misión que nos estaba reservada; hemos levantado el grande irreprochable monumento, sobre el alto promontorio, como lo quiso Homero, a fin de que sea visto desde lejos, desde la tierra y el mar,  por  los  hombres que hoy viven, y por los hombres futuros...

Yo os hablo en nombre de la Comisión Nacional del Centenario de Las Piedras, que recibió hace tiempo el encargo de cumplir la ley que  ordenó ese monumento. Los que hemos sido, pues, vuestros obreros obedientes, señores, os entregamos vuestra obra (...)

Luego hubo un desfile militar y una escuadrilla de avionetas sobrevoló la plaza. La celebración concluyó cuando la Banda Municipal ejecutó Al patriarca aclamo de Alejandro Maino.